# Mercenaire (film)
Pour plus de détails, voir Fiche technique et Distribution.
Mercenaire est un film français réalisé par Sacha Wolff, sorti en 2016.

## Synopsis
Soane, jeune rugbyman, membre de la communauté wallisienne de Nouvelle-Calédonie, brave l'autorité de son père violent pour partir jouer en métropole. Il a été recruté par un intermédiaire, Abraham, qui exploite le filon de l'émigration des joueurs vers la France. Malheureusement son arrivée se passe mal et il n'a pas le contrat espéré. Renié par son père, il ne peut pas retourner en Nouvelle-Calédonie et est menacé par Abraham qui exige le remboursement de ses frais. Livré à lui-même à l’autre bout du monde, son odyssée le conduit à devenir un homme dans un univers qui n’offre pas de réussite sans compromis.

## Fiche technique
- Titre français : Mercenaire
- Réalisation : Sacha Wolff
- Scénario : Sacha Wolff
- Production : Claire Bodechon, Rachid Bouchareb et Jean Bréhat
- SOFICA : Cofinova 11
- Pays d'origine :  France
- Genre : drame
- Date de sortie : 
  - Festival de Cannes : 18 mai 2016
  -  France : 5 octobre 2016

## Distribution
- Toki Pilioko : Soane Tokelau
- Iliana Zabeth : Coralie
- Mikaele Tuugahala : Sosefo
- Laurent Pakihivatau : Abraham, l'agent mafieux
- Petelo Sealeu : Leone Tokelau, le père de Soane
- Omar Hasan : Angelo, le rugbyman qui chante l'opéra
- Philippe Rougé-Thomas : Noens

« À l'exception d'Iliana Zabeth, le casting est entièrement composé d'acteurs amateurs et de véritables rugbymen. ». Toki  Pilioko évolue au Stade aurillacois, Laurent  Pakihivatau est pilier de l'Union sportive bressane Pays de l'Ain. Omar Hasan est un ancien rugbyman international argentin. Plusieurs joueurs et dirigeants de l'Union sportive Fumel Libos jouent également dans le film leur propre rôle.

## Réception critique
Adrien Gombeaud indique que « le film dresse un portrait de la France d'aujourd’hui à travers le regard d’un déraciné. ». Le film « décrit le quotidien de joueurs paumés, à une époque où les équipes locales n’ont plus rien de local. Elles ne sont que des formations aléatoires de mercenaires fatigués... ». « Mercenaire nous offre la métaphore de toute une économie où l’humain devient une marchandise exportable. ». Lors d'un match, « Soane se lève et entame un puissant haka. Par cette danse, il convoque un lointain passé. Il n’est plus un pilier vacillant, exilé et humilié. Il est le descendant d’un peuple de marins, l’héritier des valeureux guerriers du Pacifique Sud. [...] Mercenaire dépasse ainsi la chronique sociale pour s’élever comme une épopée du XXIe siècle. ».

## Distinctions
- 2014 : Primé sur scénario dans le cadre de l'Aide à la Création de la Fondation Gan pour le Cinéma[2]
- 2016 :  Label Europa Cinemas lors de la Quinzaine des réalisateurs 2016 [3]